# 佃弘巳
佃 弘巳（つくだ ひろみ、1947年（昭和22年）2月20日 - ）は、日本の政治家。元静岡県伊東市長（3期）、元静岡県議会議員（3期）、元伊東市議会議員（3期）。

## 来歴
伊東市宇佐美出身。私立相洋高等学校卒業。
1983年（昭和58年）9月、伊東市議会議員選挙に出馬し、初当選。以後、市議は3期務める。1995年（平成7年）4月、静岡県議会議員選挙に出馬し、初当選。以後、県議は3期務める。
2005年（平成17年）4月12日、鈴木藤一郎伊東市長が死去。それに伴って行われた伊東市長選挙に出馬し、初当選。同年5月29日、第16代伊東市長に就任。2009年（平成21年）5月24日執行の市長選挙に出馬、2期目の当選を果たす。同年5月29日、第17代伊東市長に就任。
2013年（平成25年）5月19日執行の伊東市長選挙に立候補。無所属で日本維新の会、みんなの党推薦の佐藤裕を接戦の末破り3選を果たした。得票数は、佃：17,072票、佐藤：16,202票。投票率は55.06%。
2017年（平成29年）5月21日執行の伊東市長選挙には出馬せず3期限りで退任した。同年8月より翌年の3月まで小野達也新市長が新設した市の特別顧問を務めていた。
2018年（平成30年）6月16日、在任中の2015年、破産した伊東マンダリン岡本ホテル（岡本ホテルグループ）の跡地について、所有者の不動産業者の社長に標準価格を大きく上回る金額で市が買い取ることを持ち掛け、見返りに1000万円を受け取ったとして収賄の疑いで警視庁に逮捕された。2019年（平成31年）3月18日、東京地裁（永渕健一裁判長）から収賄罪で懲役2年追徴金1300万円の実刑判決を言い渡された。佃側は刑が重すぎるとして控訴したものの、同年8月8日、東京高等裁判所第6刑事部（大熊一之裁判長）は、実刑は不当ではないとして控訴棄却の判決を下した。佃側が期限である8月22日までに上告しなかったため、判決が確定した。
有罪判決の確定を受け、伊東市は2020年（令和2年）6月に佃に退職手当の返納命令書を送付。同年9月30日、市は3期分の約5400万円が返納されたと発表した。

## 不祥事

### 反社会的勢力との関係
佃が最高顧問を務めている空手、キックボクシング団体の士道館で懲罰委員長を務めているのは指定暴力団・六代目山口組の三次団体であり、その傘下の西脇組の二次団体。
また、息子である小島大志が佃と共著で「瀕死の静岡県歓楽地〜伊東・熱海・伊豆高原を復活させた男」を執筆予定であるとブログ上に記載していた作家、小島一志は同ブログ上に士道館が暴力団、住吉会渉外委員長で十三代目幸平一家総長である加藤英幸より寄贈された道場太鼓の写真を載せ、「清濁併せ飲む！桜の代紋・士道館の道場太鼓」と記載している。